# 1-я Морская улица (Владивосток)
1-я Морска́я у́лица — улица в историческом центре города Владивостока, в северной части полуострова Эгершельд.

## Происхождение названия
Улица получила своё название в 1868—1869 годах при реализации плана регулярной застройки центра будущего города за её расположение вблизи моря. Шедшая параллельно ей 2-я Морская улица в советское время была переименована в улицу Адмирала Захарова. Любопытно, что в приморском городе Владивостоке, помимо 1-й Морской, лишь 3 другие улицы содержат корень -мор- в своём составе: это Приморская, Беломорская и Черноморская улицы.

## История
Прокладка улицы, позднее названной 1-й Морской, было запланировано в «Плане проэктированного города Владивосток Приморской Области Восточ. Сибири», подготовленного в 1868 году землемером М. И. Любенским . Согласно плану Любенского, в городе планировалась прокладка меридиональных (идущих с севера на юг) и пересекающих их под прямым углом широтных (идущих с запада на восток) улиц. Одна из широтных улиц в самом начале полуострова Эгершельд в дальнейшем получила название 1-й Морской. В 1868 году младшим землемером Почекуниным было проведено межевание и в том же году началось отведение участков частным лицам с их последующей застройкой.

## Расположение
1-я Морская улица — одна из трёх улиц, начинающихся от площади у Владивостокского вокзала. Она идёт от площади на запад, в сторону Амурского залива, в то время как на север идёт Алеутская, а на юг — Верхнепортовая улицы. Улица круто поднимается на Тигровую сопку, пересекает Посьетскую улицу, затем с юга к ней примыкают последовательно улицы Бестужева и Арсеньева, затем с севера, уже на вершине сопки — Тигровая улица, после примыкания которой 1-я Морская переходит в Набережную улицу.

## Примечательные здания и сооружения
С левой стороны в начале улицы находится сквер с памятником Ленину, а следом за ним — исторический особняк, в котором с 1912 по 1915 годы жил военный инженер Алексей Петрович Шошин — руководитель строительства фортификационных сооружений Владивостокской крепости, а в последствии — один из первых организаторов Рабоче-крестьянской Красной армии (1-я Морская, 1). На противоположной стороне улицы находится здание бывшего доходного дома, а затем — крайисполкома, в котором жил и работал советский партийный и государственный деятель Ян Борисович Гамарник (1-я Морская, 2). Здание признано объектом культурного наследия России. Далее по улицы расположены преимущественно дома советской постройки.

## Транспорт
В начале улицы находится железнодорожный вокзал, позади которого находится Морской вокзал. По улице пролегает 5 маршрутов автобуса: 59, 60, 62, 63 и 81.